# Харада, Тикахито
Тикахито Харада (яп. 原田 親仁 Харада Тикахито, род. 21 апреля 1951) — японский дипломат.

## Биография
Родился 21 апреля 1951 года.
Окончил экономический факультет Токийского университета.
Занимал различные должности в Министерстве иностранных дел Японии.
Занимал должности посла Японии в Чехии, России и Армении. В 2011 году получил должность посла Японии в России. Его предшественник, Масахару Коно, был снят с должности после посещения президентом России Дмитрием Медведевым острова Кунашир. В январе 2016 года Харада был назначен на учреждённую незадолго до этого должность специального представителя по отношениям с Россией.